# Văculești
Văculești est une commune du județ de Botoșani en Roumanie.